# Duc Huai de Qin
Ling de Qin (chinois simplifié : 秦怀公 ; chinois traditionnel : 秦懷公) (mort en 425 av. J.-C.) était un duc de Qin durant la Période des Royaumes combattants. Il régna de 428 à 425 av. J.-C.. 
Le duc Huai de Qin fut le fils du Duc Ligong de Qin et le frère du Duc Zao de Qin, il est exilé dans le puissant Royaume de Jing durant la règne de son frère, après la mort de son frère en 429, soutenu par la noblesse et les hautes fonctionnaires, il est retourné dans son pays et monté sur le trône ducal. 
En 425, il fut tué dans un coup d'état, son petit fils le Duc Ling de Qin lui succède.